# 마리나 로바치

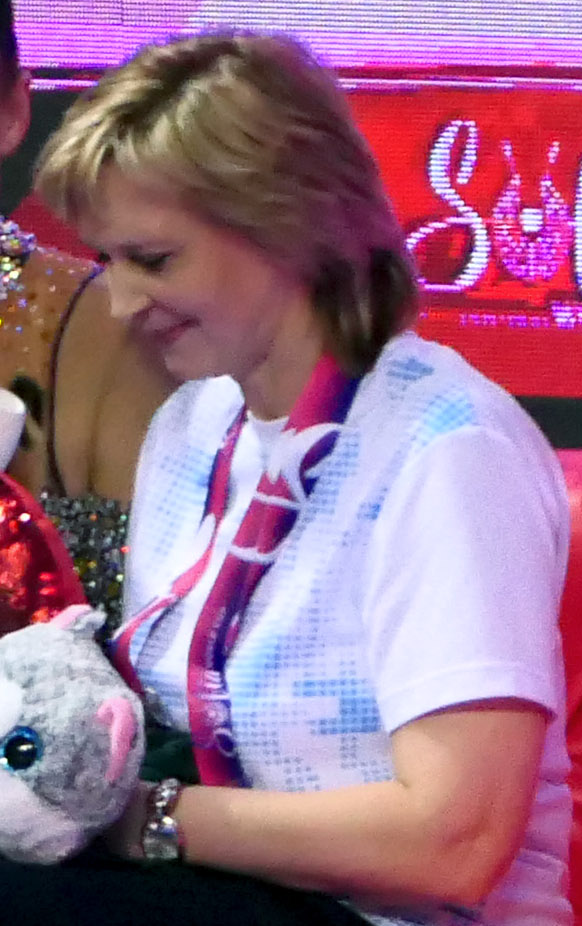

마리나 비켄체우나 로바치(벨라루스어: Марына Вікенцьеўна Лобач, 러시아어: Марина Викентьевна Лобач 마리나 비켄티예브나 로바치[*], 1970년 7월 26일 ~ )는 구 소련의 리듬체조 선수이다. 1988년 하계 올림픽 여자 리듬체조 개인 종합에서 총점 60점 만점(예선 합계 포함)으로 금메달을 획득하였다. 현재는 벨라루스 민스크에 거주하며 리듬 체조 꿈나무들을 가르치고 있다.